# 奇米利亚斯
奇米利亚斯，是西班牙阿拉贡自治区韦斯卡省的一个市镇。总面积10平方公里，总人口227人（2001年），人口密度23人/平方公里。